# Classe Vikram (2017)
La classe Vikram  est une série de sept patrouilleurs extracôtiers (OPV)  construite au chantier naval de Kattupalli par Larsen & Toubro pour la Garde côtière indienne (ICG). Ce sont des navires à longue portée capables de patrouiller le long des côtes et au large . Les navires sont chargés de la police des zones maritimes, du contrôle et de la surveillance, de la recherche et du sauvetage, de la lutte contre la pollution, de la lutte contre la contrebande et de la piraterie dans les zones économiques du pays.

## Unités
| Nom         | N° coque | Port d'attache        | Lancement       | Mis en service    |
| ----------- | -------- | --------------------- | --------------- | ----------------- |
| ICGS Vikram | 33       | Port de New Mangalore | 27 octobre 2017 | 11 avril 2018     |
| ICGS Vijaya | 34       | Port de Paradip       | 20 janvier 2018 | 14 septembre 2018 |
| ICGS Veera  | 35       |                       | 28 août 2018    | 15 avril 2019     |
| ICGS Varaha | 41       | Port de New Mangalore | 2 novembre 2018 | 15 septembre 2019 |
| ICGS Varad  | 40       | Port de Paradip       | 31 août 2019    | 20 février 2020   |
| ICGS Vajra  | 37       |                       | 27 février 2020 |                   |
| ICGS ?      |          |                       |                 |                   |

## Galerie

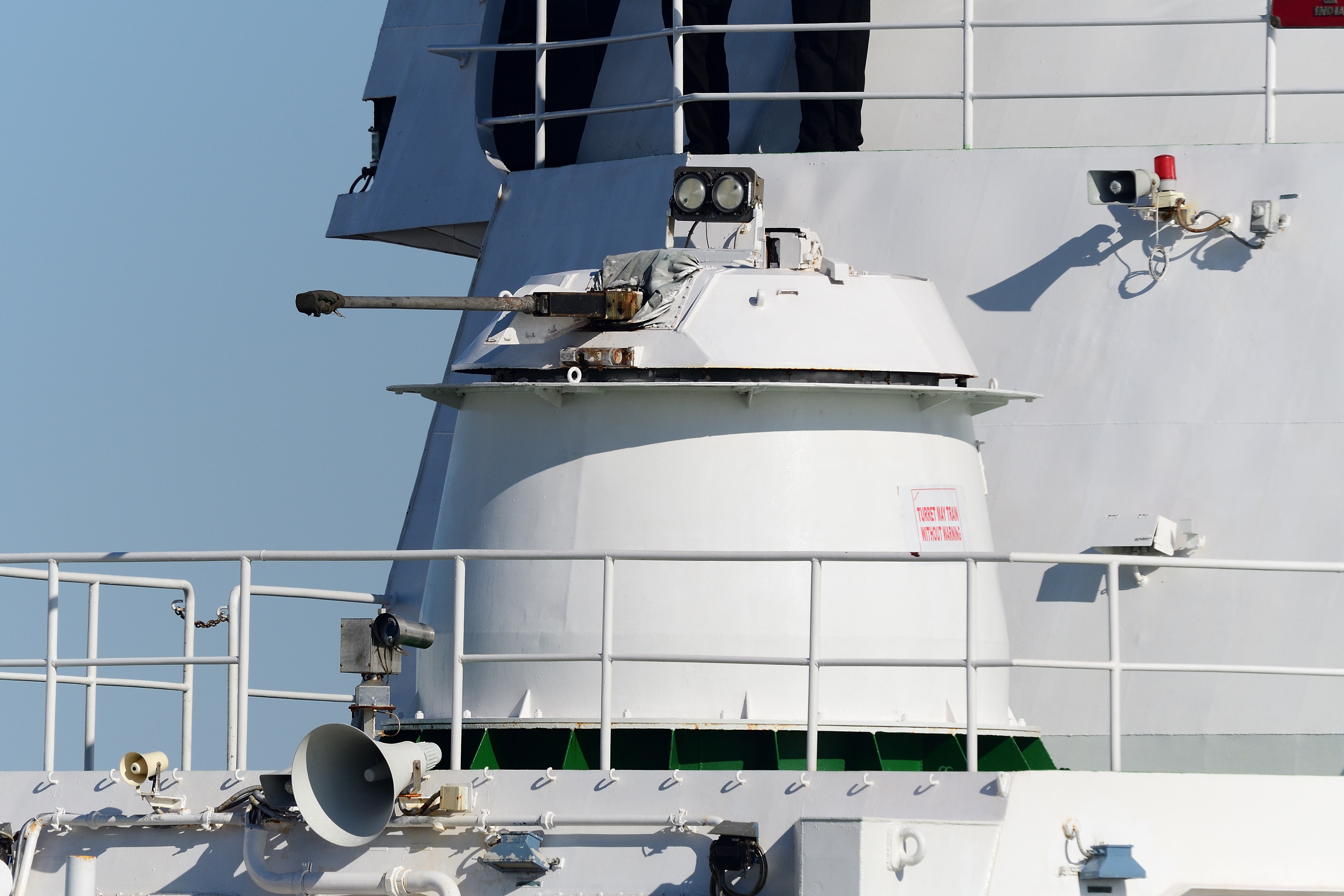
Canon naval 30 mm CRN-91
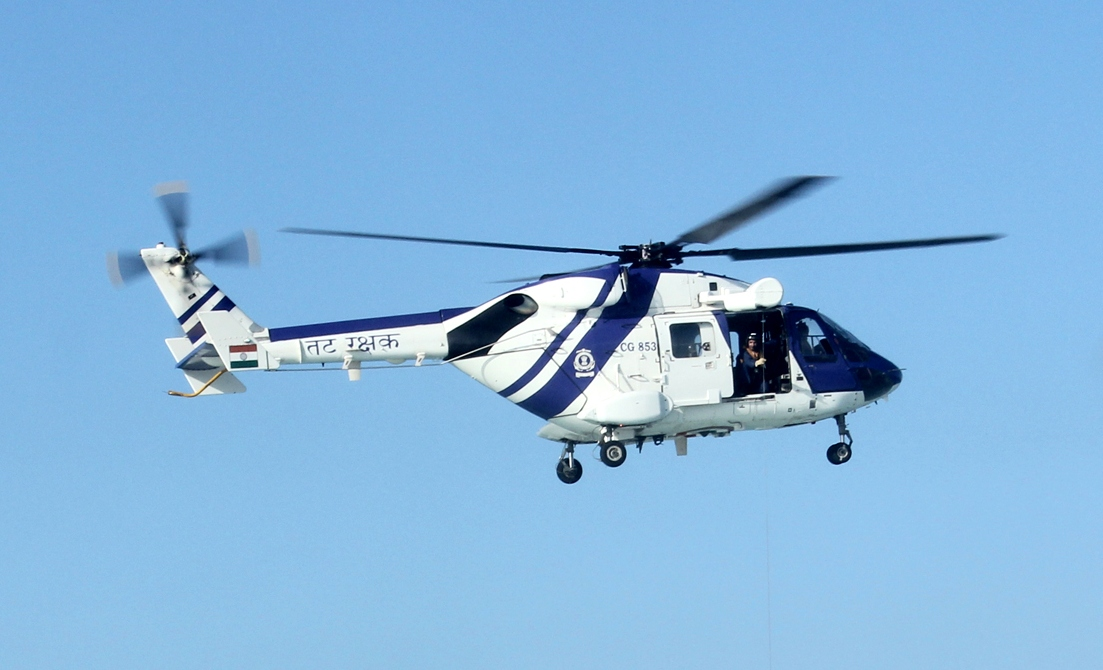
Hélicoptère HAL Dhruv